# Az utolsó ember (film, 1924)
Az utolsó ember (eredeti cím: Der letzte Mann) 1924-ben bemutatott német némafilm, rendezője Friedrich Wilhelm Murnau.

## Cselekménye
Berlini szálloda. Az öreg portás (Emil Jannings) nehéz bőröndöt cipel be az utcáról. Amikor megpihen, a szállodaigazgató meglátja és följegyzi magának.
Az öreg portás egyenruhában megy haza egy kopottas bérházba; a lakók tisztelik, becsülik. Reggel azonban a szállóba érve a helyén már egy fiatal portást talál. A szállodaigazgató magához rendeli és átad neki egy írást, ebben új helyét az illemhelyen jelöli ki. Egyenruháját leveszik, helyette fehér kabátot adnak rá. Elkeseredve indul új helyére.
A munkanap végén kilopja addigi díszes egyenruháját a szekrényből, ebben megy haza, hiszen ma van a lánya esküvője. A lakodalomban vidáman, tisztelettel köszöntik, az alkohol hatása alatt vizionál, most is portásnak képzeli magát. Reggelre beadja az egyenruhát a csomagmegőrzőbe. Szállodai új beosztását, a munkát a mosdóban álmosan, megtörten viseli. Az ebédet hozó házvezetőnője megtudja és hazasietve gyorsan elmondja az újságot, hogy az öreg elvesztette korábbi beosztását; a pletyka rögtön szárnyra kap. Este a házban kigúnyolják, a lánya is csalódottan fogadja a megtört öregembert. Elmegy otthonról és a csomagmegőrzőből visszaviszi az egyenruhát a szállodába, majd bevánszorog a mosdóba. Az éjjeliőr részvéttel követi
A történet mégis szerencsés véget ér: egy újsághírből megtudjuk, hogy a szálló egyik vendége végrendeletében egy millió márkát hagyott az egykori portásra. Az öreg ember – most már elegáns ruhában – a szálloda éttermében ebédel, leül hozzá barátja, az éjjeliőr is, majd a szálloda előtt várakozó díszes hintóba szállnak és elhajtanak. Ezt a „happy end”-es befejezést azonban az alkotók csak a főszereplő, Emil Jannings (és/vagy a producer) kívánságára csatolták a filmhez.

## Cselekmény
A forgatókönyvet az a Carl Mayer készítette, aki az 1920-as évek elején a német expresszionista stílusú némafilmek (Dr. Caligari és utánzatai) írója volt. Ugyanő kezdeményezte az expresszionista filmeknek, de a látványos történeti filmeknek is hátat fordító „kamarafilm” stílust is, melynek talán legjobb képviselője a Murnau Az utolsó embere.
Az egyszerű történet  a reális élet keretei között (kivéve a befejezést), rövid idő alatt és csak néhány helyszínen játszódik. A cselekmény is egységes, nincsenek fölösleges kitérői. Középpontjában az egyenruhájától, ezzel talán emberi méltóságától is megfosztott kisember drámája, kedélyállapotának változása áll. A filmben megjelenő tárgyi világ is a lelkiállapot kifejezője, például a hangulatváltozást érzékeltető két különböző ajtó: a szálloda bejárati forgóajtója az elején, vagy a toalett csapóajtója később, az öreg lefokozása után.
A film alkotói mindezt magyarázó feliratok közbeiktatása nélkül, a visszafogott színész játékkal és a képek kifejezőerejével érték el. Murnau – a némafilm idején szokatlan módon – már ekkor dramaturgiai céllal alkalmazta a kameramozgatást. Erre néhány későbbi filmben is találni példát, de az eljárás széles körű alkalmazása csak az 1940-es évek második felétől terjedt el.
1958-ban Az utolsó embert beválasztották a világ legjobb filmjeiként elismert úgynevezett brüsszeli tizenkettő közé.

## Szereplők
- Emil Jannings
- Maly Delschaft
- Max Hiller
- Emilie Kurz
- Hans Unterkircher
- Olaf Storm
- Hermann Vallentin
- Georg John
- Emmy Wyda